# Вэйнапчамадьяха
Вэйнапчамадьяха (устар. Вэйкапча-Мадь-Яха; нен. Вэйнапчаљмадяха) — река в Ямало-Ненецком автономном округе России, протекает по территории Пуровского района в западном направлении. Устье Вэйнапчамадьяхи находится на 10-м км правого берега реки Якунемеяха, на высоте 25 м над уровнем моря.
Длина реки составляет 25 км.

## Данные водного реестра
По данным государственного водного реестра России относится к Нижнеобскому бассейновому округу, водохозяйственный участок реки — Пур. Речной бассейн реки — Пур.
Код объекта в государственном водном реестре — 15040000112115300058821.